# Tim Friese-Greene
Timothy Alan Friese-Greene est un musicien et producteur britannique. Il est le petit-fils du cinéaste Claude Friese-Greene et l'arrière-petit-fils du photographe et inventeur William Friese-Greene. 
Il a notamment produit des disques de Thomas Dolby (1982), Tight Fit (en) (1982), Blue Zoo (en) (1982), The Nolans (1983), avant d'entamer une collaboration avec Talk Talk de 1983 jusqu'à la séparation du groupe en 1991. Sur les albums It's My Life (1984), The Colour of Spring (1986), Spirit of Eden (1988), and Laughing Stock (1991), il ne se contente pas d'être producteur mais devient également musicien et compositeur de Talk Talk sans pour autant apparaître comme membre du groupe.
Après Talk Talk, il a produit des albums pour des groupes comme Catherine Wheel (1992, 2000) ou Firefly Burning (2015, 2019), et enregistré des albums solo sous le nom de Heligoland. En février 2010, il a annoncé sur son site Internet qu'il diminuait ses activités musicales en raison d'acouphènes sévères. En juin 2020, il refait surface dans un duo formé avec son épouse Lee Friese-Greene, ancienne membre de Sidi Bou Said (en), et appelé Short-Haired Domestic.